# Tubeke

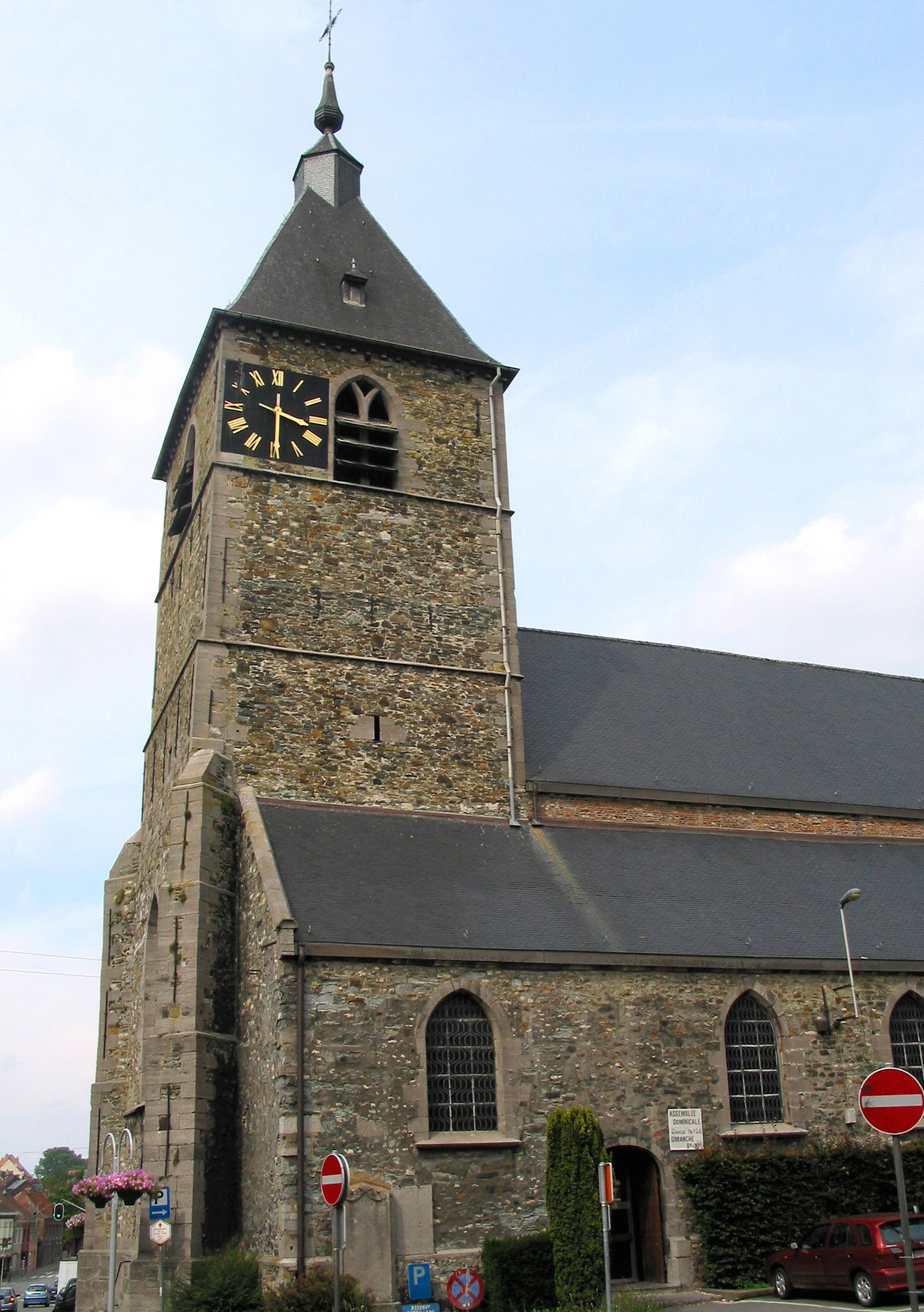
Kerk

Tubeke (vroeger Tweebeek; Frans: Tubize) is een plaats en stad in de provincie Waals-Brabant in België.

De gemeente telt ruim 28.000 inwoners en heeft als oppervlakte 32,66 km².

## Geschiedenis
De plaats wordt vermeld als Tweebeek (Frans: Tubise) in het Algemeen Nederduitsch en Friesch Dialecticon uit 1874, als liggende langs de taalgrens. De naam Tweebeek komt voort uit het feit dat de samenvloeiing van de Zenne en de Senette zich hier bevindt. Oudere vermeldingen zijn Thobacem (877) en Tubecca (1136) met als Germaanse stammen *twô (twee) en *baki (beek).
Tot 1850 was de plaats een boerendorp, waarna de aanleg van het spoor en het Kanaal Charleroi-Brussel voor industrialisatie zorgde, vooral metaalindustrie rond de Forges de Clabecq (gesticht in 1877).  Deze economische voorspoed hield aan tot 1990, waarna veel van deze industrie de deuren moest sluiten; de bevolkingsgroei zet echter door.

## Kernen

### Deelgemeenten
| # | Naam         | Opp. (km²) | Inwoners (2020) | Inwoners per km² | NIS-code |
| - | ------------ | ---------- | --------------- | ---------------- | -------- |
| 1 | Tubeke       | 14,72      | 17.210          | 1.169            | 25105A   |
| 2 | Oostkerk     | 3,99       | 1.880           | 471              | 25105B   |
| 3 | Klabbeek     | 4,19       | 4.784           | 1.141            | 25105C   |
| 4 | Sint-Renelde | 9,87       | 2.781           | 282              | 25105D   |

## Bezienswaardigheden
- De Sint-Gertrudiskerk (Église Sainte-Gertrude) is een laatgotisch kerkgebouw van 1549 en later. De kerk heeft een rijk interieur waaronder 17e-eeuwse beelden.
- De Opstandingskerk (Église du Christ Ressuscité) is een modern kerkgebouw op ronde plattegrond, uitgevoerd in baksteen en beton. Gebouwd in 1958 naar ontwerp van Jean-Marie Ellenberger [2].
- De Onze-Lieve-Vrouw Onbevlekt Ontvangenkerk (Église Notre-Dame Immaculée) werd gebouwd in 1922-1928 voor het gehucht Renard. De toren kwam pas in 1960 gereed. [3]
- Het Musée de la Porte, een archeologisch museum in een boerderijgebouw van 1777.
- De Moulin de Ripain, een watermolen op de Zenne van 1779.

## Natuur en landschap
Tubize ligt aan het Kanaal Charleroi-Brussel dat tevens het dal van de Sennette omvat die hier samenvloeit met de Zenne. Ook ligt Tubize aan de taalgrens. De hoogte aan de kerk bedraagt 47 meter. De plaats is enigszins verstedelijkt.

## Demografische ontwikkeling

### Demografische evolutie voor de fusie
- Bronnen:NIS, Opm:1831 tot en met 1970=volkstellingen, 1976= inwoneraantal op 31 december

### Demografische evolutie van de fusiegemeente
Alle historische gegevens hebben betrekking op de huidige gemeente, inclusief deelgemeenten, zoals ontstaan na de fusie van 1 januari 1977.
- Bronnen:NIS, Opm:1831 tot en met 1981=volkstellingen; 1990 en later= inwonertal op 1 januari

| Inwoners van jaar tot jaar op 1 januari 1992 tot heden | Inwoners van jaar tot jaar op 1 januari 1992 tot heden | Inwoners van jaar tot jaar op 1 januari 1992 tot heden |
| jaar                                                   | Aantal                                                 | Evolutie: 1992=index 100                               |
| ------------------------------------------------------ | ------------------------------------------------------ | ------------------------------------------------------ |
| 1992                                                   | 20.715                                                 | 100,0                                                  |
| 1993                                                   | 20.863                                                 | 100,7                                                  |
| 1994                                                   | 21.014                                                 | 101,4                                                  |
| 1995                                                   | 21.114                                                 | 101,9                                                  |
| 1996                                                   | 21.268                                                 | 102,7                                                  |
| 1997                                                   | 21.318                                                 | 102,9                                                  |
| 1998                                                   | 21.379                                                 | 103,2                                                  |
| 1999                                                   | 21.377                                                 | 103,2                                                  |
| 2000                                                   | 21.461                                                 | 103,6                                                  |
| 2001                                                   | 21.331                                                 | 103,0                                                  |
| 2002                                                   | 21.429                                                 | 103,4                                                  |
| 2003                                                   | 21.575                                                 | 104,2                                                  |
| 2004                                                   | 21.893                                                 | 105,7                                                  |
| 2005                                                   | 22.046                                                 | 106,4                                                  |
| 2006                                                   | 22.335                                                 | 107,8                                                  |
| 2007                                                   | 22.713                                                 | 109,6                                                  |
| 2008                                                   | 22.964                                                 | 110,9                                                  |
| 2009                                                   | 23.271                                                 | 112,3                                                  |
| 2010                                                   | 23.553                                                 | 113,7                                                  |
| 2011                                                   | 23.783                                                 | 114,8                                                  |
| 2012                                                   | 24.108                                                 | 116,4                                                  |
| 2013                                                   | 24.505                                                 | 118,3                                                  |
| 2014                                                   | 24.824                                                 | 119,8                                                  |
| 2015                                                   | 25.156                                                 | 121,4                                                  |
| 2016                                                   | 25.424                                                 | 122,7                                                  |
| 2017                                                   | 25.646                                                 | 123,8                                                  |
| 2018                                                   | 25.914                                                 | 125,1                                                  |
| 2019                                                   | 26.233                                                 | 126,6                                                  |
| 2020                                                   | 26.656                                                 | 128,7                                                  |
| 2021                                                   | 27.338                                                 | 132,0                                                  |
| 2022                                                   | 27.774                                                 | 134,1                                                  |
| 2023                                                   | 28.057                                                 | 135,4                                                  |
| 2024                                                   | 28.381                                                 | 137,0                                                  |
| 2025                                                   | 28.716                                                 | 138,6                                                  |

## Politiek

### Resultaten gemeenteraadsverkiezingen sinds 1976
| Partij               | Partij                         | 10-10-1976 | 10-10-1976 | 10-10-1982 | 10-10-1982 | 9-10-1988 | 9-10-1988 | 9-10-1994 | 9-10-1994 | 8-10-2000 | 8-10-2000 | 8-10-2006 | 8-10-2006 | 14-10-2012 | 14-10-2012 | 14-10-2018 | 14-10-2018 | 13-10-2024 | 13-10-2024 |
| Stemmen / Zetels     | Stemmen / Zetels               | %          | 25         | %          | 25         | %         | 25        | %         | 27        | %         | 27        | %         | 27        | %          | 27         | %          | 29         | %          | 29         |
| -------------------- | ------------------------------ | ---------- | ---------- | ---------- | ---------- | --------- | --------- | --------- | --------- | --------- | --------- | --------- | --------- | ---------- | ---------- | ---------- | ---------- | ---------- | ---------- |
|                      | PS1 / TUBIZE2 / éB3/ EnsembleA | 35,661     | 10         | 46,131     | 13         | 51,911    | 13        | 29,561    | 9         | 26,441    | 8         | 24,582    | 8         | 30,961     | 10         | 28,573     | 10         | 15,72A     | 5          |
|                      | ECOLO1/ EnsembleA              | -          |            | -          |            | -         |           | 4,461     | 0         | 11,661    | 3         | 6,171     | 1         | 10,711     | 3          | 13,531     | 4          | 15,72A     | 5          |
|                      | PRL1 / PRL-PSCA / SPT2 / MR3   | 15,241     | 3          | 20,441     | 5          | 45,85A    | 12        | 9,051     | 2         | 15,942    | 4         | 13,052    | 3         | 14,393     | 4          | 14,323     | 4          | 22,083     | 7          |
|                      | PSC1 / IC2 / PRL-PSCA / R.C.3  | 18,351     | 5          | 26,382     | 7          | 45,85A    | 12        | 46,673    | 15        | 40,673    | 12        | 35,753    | 12        | 28,993     | 9          | 25,603     | 9          | 17,843     | 5          |
|                      | Les Engagés                    | -          |            | -          |            | -         |           | -         |           | -         |           | -         |           | -          |            | -          |            | 21,33      | 7          |
|                      | 1480enmieux                    | -          |            | -          |            | -         |           | -         |           | -         |           | -         |           | -          |            | -          |            | 11,33      | 3          |
|                      | DéFI                           | -          |            | -          |            | -         |           | -         |           | -         |           | -         |           | -          |            | 9,53       | 2          | -          |            |
|                      | PTB                            | -          |            | 0,59       | 0          | -         |           | -         |           | -         |           | -         |           | -          |            | -          |            | 8,62       | 2          |
|                      | DPS                            | -          |            | -          |            | -         |           | -         |           | -         |           | 6,38      | 1         | 4,65       | 0          | -          |            | -          |            |
|                      | DS                             | -          |            | -          |            | -         |           | -         |           | -         |           | 9,0       | 2         | 7,6        | 1          | -          |            | -          |            |
|                      | UNION                          | -          |            | -          |            | -         |           | 5,62      | 1         | -         |           | -         |           | -          |            | -          |            | -          |            |
|                      | USC                            | 19,16      | 5          | 3,87       | 0          | -         |           | -         |           | -         |           | -         |           | -          |            | -          |            | -          |            |
|                      | RW                             | 9,7        | 2          | -          |            | -         |           | -         |           | -         |           | -         |           | -          |            | -          |            | -          |            |
| Anderen(*)           | Anderen(*)                     | 1,88       | 0          | 2,6        | 0          | 2,23      | 0         | 4,64      | 0         | 5,29      | 0         | 5,05      | 0         | 2,71       | 0          | 8,46       | 0          | 3,08       | 0          |
| Totaal stemmen       | Totaal stemmen                 | 11.184     | 11.184     | 11.622     | 11.622     | 11.868    | 11.868    | 12.300    | 12.300    | 12.885    | 12.885    | 14.083    | 14.083    | 14.538     | 14.538     | 15.611     | 15.611     | 16.389     | 16.389     |
| Opkomst %            | Opkomst %                      |            |            |            |            | 93,68     | 93,68     | 92,66     | 92,66     | 90,24     | 90,24     | 91,91     | 91,91     | 87,80      | 87,80      | 88,94      | 88,94      | 85,37      | 85,37      |
| Blanco en ongeldig % | Blanco en ongeldig %           | 3,2        | 3,2        | 5,95       | 5,95       | 5,6       | 5,6       | 4,38      | 4,38      | 8,57      | 8,57      | 6,85      | 6,85      | 8,08       | 8,08       | 9,08       | 9,08       | 8,51       | 8,51       |

(*) 1976: PCB (1,88%) / 1982: PCB (2,6%) / 1988: PC (2,23%) / 1994: Front National (4,64%) / 2000: S.R. (2,89%), EUR (2,4%) / 2006: MLR (5,05%) / 2012: TA (1,69%), VINCI (1,02%) / 2018: Parti Populaire (5,04%), PIRATE (1,96%), Tubize Autrement (1,46%)/ 2024: Pirate (1,09%), Tubize Autrement (1,01%), LL (0,92%)

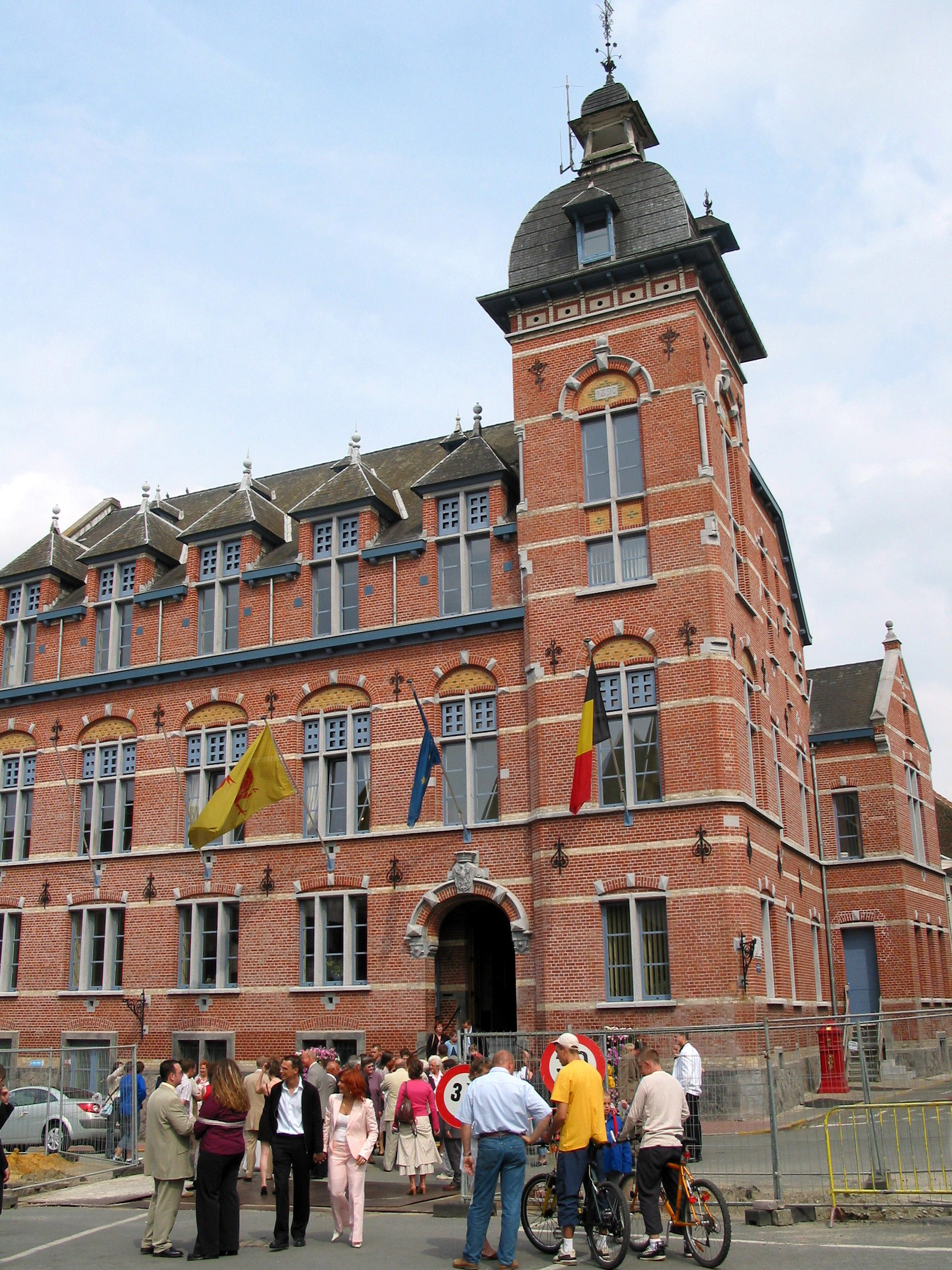
Stadshuis

### Bestuur 2024-2030
Het bestuur bestaat uit een coalitie van de partijen MR, Les Engagés en RC-Réveil Citoyen.
De volgende personen maken deel uit van het bestuur:
| Gemeentecollege | Gemeentecollege |
| --------------- | --- |
| Burgemeester    | Samuel D'Orazio (MR) |
| Schepenen       | Benoît Langendries (RC-Réveil Citoyen) Lyseline Louvigny (Les Engagés) Juliette Rees (MR) Krystelle Walders (Les Engagés) Jean-Marc Zocastello (Les Engagés) Sandra Castellana (MR) |

## Verkeer en vervoer

### Openbaar vervoer
In Tubeke bevindt zich een NMBS-treinstation: het station Tubeke.

### Wegen en snelwegen
Doorheen het dorp loopt de N6, in 1702-1708 door de Franse bezetters aangelegd: Brussel - Halle - Bergen - Franse grens (Maubeuge). Iets ten westen van Tubeke ligt de A8: Halle - Frankrijk.

## Sport
In de Eerste klasse B van het Belgisch voetbal speelt AFC Tubize. De club speelt zijn thuiswedstrijden in het Stade Leburton (8100 plaatsen).
Daarnaast is ook het Proximus Basecamp, het nationale voetbalcentrum van de KBVB gelegen in Tubeke. Op dit modern complex, oefenen alle nationale teams van de Rode Duivels.

## Geboren in Tubeke
- Jean Simonet (1927), atleet
- Raymond Langendries (1943), politicus
- Rémy Vancottem (1943), bisschop van Namen
- Walter Baseggio (1978), voetballer

## Nabijgelegen kernen
Lembeek, Saintes, Quenast, Oisquercq, Clabecq